# El Rosario, Soledad de Doblado
El Rosario är en ort i Mexiko.   Den ligger i kommunen Soledad de Doblado och delstaten Veracruz, i den sydöstra delen av landet, 290 km öster om huvudstaden Mexico City. El Rosario ligger 82 meter över havet och antalet invånare är 230.
Terrängen runt El Rosario är platt, och sluttar österut. Runt El Rosario är det ganska glesbefolkat, med 39 invånare per kvadratkilometer. Närmaste större samhälle är Soledad de Doblado, 10,7 km norr om El Rosario. Omgivningarna runt El Rosario är en mosaik av jordbruksmark och naturlig växtlighet.